# 최후의 하이랜더
최후의 하이랜더(Highlander)는 1986년 공개된 판타지 영화이다.

## 줄거리
{여명의 시간에서 태어난 우린 조용히 수세기를 살아왔다. 모임의 시기에 대비하여 투쟁하며 비밀스런 삶을 영위해왔다. 그때가 되면 선택받은 몇사람이 최후까지 싸우게 될 것이다. 아무도 우리가 사람들 속에 살았다는 것을 알 지 못한다. 지금까지도.}
맥클레인(Connor MacLeod: 크리스토퍼 램버트 분)는 지하주차장에서 장검을 휘두르며 한 사나이와 싸움을 벌인다.
결국 맥클레인이 상대의 목을 치자 그의 몸이 빛을 발하며 기를 빨아 들인다. 경찰은 사건을 조사하지만, 단서를 찾지 못한다.
경찰감식반원 브렌다(Brenda Wyatt: 록산느 하트 분)는 사건 현장에서 찾아낸 파편이 오래된 일본 사무라이 검의 일부임을 알아내고
맥클레인의 신분을 조사한다. 맥클레인은 몇번 접촉하면서 브랜다에게 정을 느껴 자신의 이야기를 털어 놓는다.
맥클레인은 450년전 스코틀랜드에서 태어난 불사신이다. 불사신으로 태어난 사람은 여럿이었지만, 불사신은 한 명만 존재해야한다는
규율 때문에 서로 결투를 하고, 상대방을 이기면 그 생명력으로 다시 연명하는 것이다. 그는 스승 라미렉스(Ramirez: 숀 코넬리 분)로부터
자신에게 숨겨져있던 힘을 찾게 되고, 이제는 어쩌면 최후가 될지도 모르는 쿠건과의 마지막 결전을 벌인다

## 배역
- 크리스토퍼 램버트 - 매클라우드
- 숀 코너리 - 라미레스
- 록샌 하트 - 브렌다

## 한국판 성우진(KBS, 1993년 10월 23일)
- 오세홍 - 매클라우드(크리스토퍼 램버트)
- 유강진 - 라미레스(숀 코너리)
- 이경자 - 브렌다(록샌 하트)
- 박상일
- 황원
- 김정희
- 탁원제
- 한수경
- 성병숙
- 장광
- 유영환
- 강구한
- 유동현
- 최병상
- 서문석